# Lisa Simpson
Lisa Marie Simpson egy kitalált szereplő a Simpson család animációs rajzfilmsorozatban. Apja Homer, anyja Marge. Testvérei: Bart és Maggie.
Lisa a jó magaviselet, a jó állampolgár és a kreativitás példaképe. Ennek eredményeképpen nehezen illeszkedik be bárhova. Otthon ő a Simpson család lelkiismerete, a politikai korrektség és az értelem képviselője. Következésképpen mellőzve van. Reméli, hogy az iskolában felfedezik egyedi képességeit. És ez így is van: tanárai folyton ötösökkel jutalmazzák. Osztálytársairól minden elmondható, csak az nem, hogy közömbösek: folyton csúfolják, így szociálisan kitaszítottá válik. Habár Bart vonakodva ismeri be, Lisa-nak elég esze és tehetsége van ahhoz, hogy minden utat végigjárjon, nem számít, mások mit mondanak. És ha megteszi, Bart ott lesz, hogy pénzt kérjen kölcsön. Magyar hangja: Bogdányi Titanilla.

## Külső hivatkozások
- Így ne rajzolj soha Lisa Simpsont – 444.hu, 2013. november 11.